# Bundesstraße 181
Pour les articles homonymes, voir Route 181.
La Bundesstraße 181 est une Bundesstraße des Länder de Saxe et de Saxe-Anhalt.

## Géographie
La Bundesstraße 181 commence au sud de Mersebourg comme la Naumburger Straße, puis passe vers l'est au sud en passant par le centre-ville de Mersebourg. Elle traverse la Saale. Elle finit à Leipzig dans un nœud avec la Bundesstraße 87 et la ligne de Leipzig à Großkorbetha.

## Histoire
La route est construite entre 1816 et 1831 comme la preußischen Staatschaussee Nr. 68, qui part de Leipzig en passant par Mersebourg, Lauchstädt et Artern jusqu'à Berga. La section entre Leipzig et Merseburg est élevée en Reichsstraße en 1937. Jusqu'en 1974, tout le trafic entre Mersebourg et Leipzig passe par l'étroite vieille ville de Mersebourg. Seule la reconstruction socialiste permet de construire sur la surface de la vieille ville du sud, une nouvelle voie rapide à deux voies. En 1976, le nouveau pont sur la Saale est achevé.
Depuis les années 1990, une expansion régionale et une renégociation sont en discussion. Jusqu'à présent, la section entre la jonction de Leipzig-ouest de la Bundesautobahn 9 et Dölzig est élargie. Il serait techniquement difficile de construire de nouveaux ouvrages du côté de la Saxe-Anhalt.

## Source
- (de) Cet article est partiellement ou en totalité issu de l’article de Wikipédia en allemand intitulé « Bundesstraße 181 » (voir la liste des auteurs).

1. ↑  (de) « Die Bundes- und Reichsstraßen in Deutschland - Nr. 166 bis 327 » [archive du 18 février 2009], sur home.arcor.de (consulté le 16 juillet 2025)